# Aarflot
Aarflot är en norsk släkt. Bemärkta medlemmar är:
- Sivert Knudsen Aarflot
- Berthe Canutte Aarflot, dotter till Sivert Knudsen Aarflot
- Rasmus Sivertsön Aarflot, bror till Berthe Canutte Aarflot
- Mauritz Andreas Rasmussen Aarflot, son till Rasmus Sivertsön Aarflot
- Andreas Aarflot (född 1928), norsk teolog och biskop.
- Andreas Aarflot (född 1954), svensk musiker